# فيصل حسين الخزاعي
فيصل حسين الخزاعي هو لاعب ومدرب كرة سلة قطري يعتبر أحد أعلام السلة القطرية والخليجية ما بين السبعينات والتسعينات من القرن العشرين كلاعب وكمدرب.

## حياته المهنية
- لعب في النادي العربي ويعتبر من مؤسسين النادي العربي ومؤسسين كرة السلة في قطر.
- شارك في العديد من البطولات خارج الدولة ويلقب بالجوكر بسبب سرعة تحركاته وإمكانياته الفنية العالية باللعب في جميع المراكز.
- حقق جميع البطولات المحلية مع النادي كلاعب  واستطاع كمدرب تحقيق النتائج الجيدة مع النادي .
- تم تكريمه في يوم الوفاء للنادي العربي ضمن الشخصيات المؤثرة في مجال كرة السلة القطرية.[1]

## وصلات خارجية
- النادي العربي القطري